# Curso del 63
Curso del 63 (Curso del 73 en la seva segona edició) va ser un docu-reality emès per Antena 3 i Neox en el qual 20 joves d'avui dia s'enfrontaven a l'educació dels anys 60 i 70 respectivament. Aquest format ha estat adaptat del programa anglès That'll teach 'Em (Això els ensenyarà), posteriorment adaptat també en França com Le pensionnat de Chavagnes (L'Internat de Chavagnes) i al alemany Die harte Schule der 50er (La dura escola dels 50) i a Itàlia com Il Collegio (El col·legi).

## Format
Curso del 63 / Curso del 73 és una adaptació del reality xou anglès That'll teach 'Em, en el qual 20 joves han de conviure en un internat adaptat com l'any 63. L'únic element de tecnologia actual són els micròfons que porten els concursants, les càmeres i el confessionari on compten com se senten o demanen ajuda psicològica quan els és necessari.
Està produït per Zeppelin TV, encarregada d'altres formats de telerealitat molt similars com Gran Hermano i Fama, ¡a bailar!.

## Primera edició: Curso del 63 (2009)
Cada programa de Curso del 63 comença amb un resum dels anteriors i un avanç de l'ocorregut durant la setmana.
Els pares dels concursants solen jutjar el comportament dels seus fills en un determinat vídeo, i la majoria de les vegades també els concursants reflexionen sobre l'ocorregut en la tranquil·litat del confessionari.
A Curso del 63 no va haver-hi presentadors, però sí un narrador, que va ser el mateix director del col·legi, Vicente Gil.
Al final tots els concursants masculins van ser expulsats en haver profanat un retrat del presumpte fundador del San Severo.

### Professors
Per a fer les classes, els productors van decidir recórrer a actors que, al mateix temps, comptessin amb experiència en el món de la docència:
| Nom                  | Actor o actriu      | Ocupació                                                                  | Professor de...                                                     |
| -------------------- | ------------------- | ------------------------------------------------------------------------- | ------------------------------------------------------------------- |
| Vicente Pastor       | Vicente Gil         | Actor de doblatge                                                         | Director de l'escola                                                |
| Alicia Flon          | Alicia Flon         | Llicenciada en Arqueologia i Prehistòria                                  | Professora de Geografia, Matemàtiques, Història i Prefecta Femenina |
| Luis Dopazo          | Miguel Lago         | Llicenciant en Filologia Hispànica, actor i col·laborador de televisió    | Professor de Física i Química, Biologia i Prefecte Masculí          |
| José Cabrera         | José Carlos Carmona | Professor d'Universitat, Director d'Orquestra i Cor i Doctor en Filosofia | Professor de Música, Llatí i Filosofia                              |
| Julia Gallardo       | Irene Lázaro        | Actriz i Professora de Llengua i Literatura                               | Professora de Llengua, Literatura i Llar                            |
| Carl Dobson          | Carl Dobson         | Militar                                                                   | Professor d'Educació Física                                         |
| Ildebrando Rodríguez | Brandy Rodríguez    | Profesor d'Educació Física i entrenador d'arts marcials                   | Supervisor nocturn                                                  |

### Alumnes
L'internat inicialment estaria habitat per 21 joves, onze nois i deu noies, a causa dels abandons i a les entrades de substitució, 24 alumnes van trepitjar San Sever al llarg del curs.
| Noms                          | Edat | Resident  | En el programa...                 |
| ----------------------------- | ---- | --------- | --------------------------------- |
| Iván Latorre Montoya          | 19   | València  | Expulsat                          |
| Héctor Javier Calvo Alonso    | 19   | Madrid    | Expulsat                          |
| Daniel Martín                 | 20   | Barcelona | Expulsat                          |
| Alberto García Durán          | 19   | València  | Expulsat                          |
| David García                  | 19   | Cadis     | Expulsat                          |
| Adrián Fernández              | 18   | Huelva    | Expulsat                          |
| Joshua López                  | 18   | Barcelona | Expulsat                          |
| José Estrems                  | 19   | València  | Expulsat                          |
| Mario Jiménez                 | 19   | Málaga    | Expulsat                          |
| Francisco Javier Forero Román | 18   | Cadis     | Entrada de substitució i Expulsat |
| Alejandro Gil                 | 18   | Barcelona | Entrada de substitució i Expulsat |
| Ana Julia Jiménez             | 19   | Màlaga    | Graduada amb honors               |
| Claudia Moltó                 | 18   | València  | Graduada amb honors               |
| Carmen Madrigal               | 19   | Málaga    | Graduada                          |
| Aroa Ortega                   | 18   | Madrid    | Graduada                          |
| Gemma Seco                    | 19   | Madrid    | Graduada                          |
| Deseada Amores                | 19   | Málaga    | Graduada                          |
| Inma Norte                    | 19   | Sevilla   | Graduada                          |
| Marta Ríos                    | 18   | Madrid    | Graduada                          |
| Silvia Cabanillas             | 18   | Alacant   | Graduada                          |
| Jennifer Sánchez              | 19   | València  | Entrada de substitució i Graduada |
| Laura Abellán                 | 19   | Alacant   | Abandó voluntari                  |
| Pau Montaner                  | 18   | Barcelona | Abandó voluntari                  |
| Kevin Juan Roselló            | 18   | València  | Abandó voluntari                  |

### Audiències
| Capítol | Programa                        | Data d'emissió                  | Hora  | Espectadors | Share |
| ------- | ------------------------------- | ------------------------------- | ----- | ----------- | ----- |
| 1       | «Entrada a San Severo»          | Dimarts, 6 d'octubre de 2009    | 22:00 | 4.019.000   | 21,8% |
| 2       | «La gripe»                      | Dimarts, 13 d'octubre de 2009   | 22:15 | 4.166.000   | 22,4% |
| 3       | «Clases de baile y un guateque» | Dimarts, 20 d'octubre de 2009   | 22:15 | 3.800.000   | 21,1% |
| 4       | «Visita de los padres»          | Dimarts, 27 d'octubre de 2009   | 22:15 | 3.248.000   | 18,3% |
| 5       | «La expulsión de los chicos»    | Dimarts, 3 de novembre de 2009  | 22:30 | 3.321.000   | 17,8% |
| 6       | «Fin de curso»                  | Dimarts, 10 de novembre de 2009 | 22:30 | 2.808.000   | 15,3% |

### La vida després del reality
A causa de la gran repercussió de la primera edició, hem pogut veure a alguns dels seus alumnes apareixent en els mitjans de comunicació.
Pau Montaner, l'alumne que va abandonar als pocs dies de concurs, va comptar tot el que no es va veure en Curs del 63. Va afirmar que el reality els havia estafat, que els havien mentit, encara que tornaria a repetir l'experiència. Va dir que es presentaria a Gran Hermano 12, ja que tenia més paperetes per a entrar. Finalment no va ser triat en el càsting, però més tard va participar en el programa Un príncipe para Corina com a conquistador de Corina.
Marta Ríos va ser la primera a aparèixer en les revistes, i ho va fer nua en la coneguda Interviú.
Ana Julia Jiménez una de les guanyadores, va participar en el programa Guaypaut!, va seguir els passos de la seva companya, i va protagonitzar un altre número d' Interviú.
Carmen Madrigal, una de les alumnes més polèmiques, va participar de pretendenta i tronista a Mujeres y hombres y viceversa.
Héctor Calvo, participà com a invasor al programa Invasores de Neox i va sortir a Negocia como puedas de Negociador a Cuatro.
Quant als professors cal destacar:
"Don Luis (Miguel Lago)": El conegut còmic gallec, sens dubte un dels millors del panorama nacional, continua amb èxit la seva carrera en Paramount Comedy on atresora 8 monòlegs i un especial "Pata Negra" que va registrar una audiència històrica. Actualment participa com a col·laborador del programa Todo es mentira, de Cuatro, presentat per Risto Mejide.
"Don José (José Carlos Carmona)": El professor de Música en la sèrie, professor de música en la vida real i actor, va arribar a ser Catedràtic de Direcció d'Orquestra del Conservatori Superior de Música de Màlaga en els anys 2012 a 2014 i posteriorment (2015) va aconseguir ser Professor Titular de l'Àrea de Música de la Universitat de Sevilla. Va dirigir l'Orquestra de Volgogrado (Rússia) en 2014 i se li pot veure dirigint en nombrosos vídeos de Youtube on ha aconseguit més de tres milions i mig de visita dirigint l'Himne de l'Alegria de la Novena Simfonia de Beethoven. Acaba de rodar com a actor de repartiment el llargmetratge "El móvil", de Manuel Martín Cuenca, smb Javier Gutiérrez Álvarez i María León.

### Programes íntegres
- Programa 1 (06/10/09): http://www.antena3.com/videos/curso-del-63/2009-octubre-1.html
- Programa 2 (13/10/09): http://www.antena3.com/videos/curso-del-63/2009-octubre-2.html
- Programa 3 (20/10/09): http://www.antena3.com/videos/curso-del-63/2009-octubre-3.html
- Programa 4 (27/10/09): http://www.antena3.com/videos/curso-del-63/2009-octubre-4.html
- Programa 5 (03/11/09): http://www.antena3.com/videos/curso-del-63/2009-octubre-5.html
- Programa 6 (10/11/09): http://www.antena3.com/videos/curso-del-63/2009-octubre-6.html

## Segona edició: Curso del 73 (2012)
La productora Zeppelin TV va gravar la segona temporada del reality durant el mes de juliol de 2010. El programa va obtenir en la seva primera edició una audiència pròxima als 3,6 milions (19,4%). Finalment, dos anys després de l'enregistrament del programa, Curso del 73 va començar les seves emissions el 2 de setembre de 2012 a Neox. Aquesta vegada, els concursants s'enfronten a una educació pròpia dels anys 70.

### Professors
El professorat del Curs del 73, malgrat que Doña Alicia i Don Luis continuen treballant al Colegio San Severo, varia respecte al del Curs del 63 degut fonamentalment a dos fets, que són la jubilació de don Vicente com a director i narrador del programa (sent substituït en tots dos rols per doña Alicia) i la introducció d'un nou elenc de professors, mestres joves més aperturistes que intentaran adaptar el sistema educatiu del San Severo als nous temps.
- Doña Alicia (Alicia Flon): La professora del San Sever, s'ha convertit, després de la jubilació de Don Vicente, en la nova directora de l'institut. A més lluitarà perquè el San Severo s'adapti al progrés dels nous temps, i alhora conservi el rigor disciplinari i acadèmic d'antany. Ella impartirà també Filosofia i Història i serà la prefecta de les noies.
- Don Luis (Miguel Lago): S'ha convertit en cap d'estudis i intentarà mantenir el rigor acadèmic i disciplinari d'antany, ja que no comparteix els nous “aires” de modernitat que pretenen renovar a l'Institut. A més impartirà assignatures de ciències (Matemàtiques, Física i Química) i serà el prefecte dels nois.
- Doña Carmen (Horten Soler): Professora d'E.A.T.P. (Ensenyaments Artístics Tècnics i Professionals).
- Monsieur Didier (Didier Roussel): Professor de Francés.
- Doña Almudena (Alejandra Alloza): Professora de Lletres (Llengua i Literatura, Llatí i Grec).
- Don Alejandro (Rodrigo Poisón): Professor d'Educació Física i supervisor nocturn.

### Alumnes[8]
| Noms                 | Edat | Resident  | Informació                                                                        | En el programa     |
| -------------------- | ---- | --------- | --------------------------------------------------------------------------------- | ------------------ |
| Antonio Jesús Martín | 19   | Sevilla   | Reconeix que és un dròpol.                                                        | Graduat amb honors |
| Almudena Navarro     | 18   | Cadis     | El seu xicot li va demanar que triés entre seguir amb ell o entrar al San Severo. | Graduada           |
| Cristian Cortina     | 18   | Barcelona | Porta arracades i tatuatges i no és massa bon estudiant.                          | Graduat            |
| Daniel Molina        | 18   | Barcelona | No li agrada estudiar perquè es distreu amb facilitat.                            | Graduat            |
| Dennis Rodríguez     | 20   | Màlaga    | Bon estudiant. Actualment es prepara per a ser mestre.                            | Graduat            |
| Evelyn Moyano        | 18   | Barcelona | Fa pràctiques en una perruqueria i guanya els seus propis diners.                 | Graduada           |
| Juan Alberto Luján   | 18   | València  | Un prepotent, incapaç de veure la vergonya aliena que causa.                      | Graduat            |
| Juan José González   | 18   | Badajoz   | Estudiant d'informàtica. És un apassionat dels ordinadors.                        | Graduat            |
| Karolina Sadowska    | 19   | Madrid    | De pare espanyol i mare polonesa, va arribar al país als 3 anys.                  | Graduada           |
| Laura Marín          | 19   | Cadis     | Estudia Infermeria, és rebel i té molt geni.                                      | Graduada           |
| Mar Rodríguez        | 19   | Granada   | Estudia filologia anglesa, és responsable però té molt caràcter.                  | Graduada           |
| María Aguado         | 18   | València  | És extravertida i simpàtica.                                                      | Graduada           |
| Pablo Guillén        | 19   | Madrid    | Es defineix com un noi diferent a qui li agraden les experiències noves.          | Graduat            |
| Paula Madrid         | 19   | València  | Mai ha tingut xicot ni res semblant. És mala estudiant.                           | Graduada           |
| Pedro Aguilera       | 19   | València  | Molt simpàtic. A la seva edat ja sap el que és treballar dur.                     | Graduat            |
| Sergio Aucejo        | 18   | València  | Pur nervi i molt segur de si mateix.                                              | Graduat            |
| Sonia Sepúlveda      | 18   | València  | Li encanta vestir de curt encara que estudia perruqueria.                         | Graduada           |
| Zaida Borrás         | 20   | València  | És bona estudiant i va sempre arreglada.                                          | Graduada           |
| Alexander Serrano    | 19   | Còrdova   | Aficionat als esports i molt competitiu.                                          | Expulsat           |
| Noelia Jimena        | 19   | Màlaga    | No li importa reconèixer que és molt obstinada i contestona.                      | Abandó voluntari   |
| Yaiza Gutiérrez      | 19   | Màlaga    | Va deixar els estudis a 4t de l'ESO i des de llavors treballa de dependenta.      | Expulsada          |

### Audiències
| # | Programa                  | Data d'emissió                   | Hora  | Espectadors | Share |
| - | ------------------------- | -------------------------------- | ----- | ----------- | ----- |
| 1 | «Entrada a San Severo»    | Diumenge, 2 de setembre de 2012  | 22:20 | 495.000     | 3,0%  |
| 2 | «Traiciones»              | Diumenge, 9 de setembre de 2012  | 22:16 | 458.000     | 2,7%  |
| 3 | «Revolución Sanseverista» | Diumenge, 16 de setembre de 2012 | 22:16 | 443.000     | 2,5%  |
| 4 | «Noche de acampada»       | Diumenge, 23 de setembre de 2012 | 22:22 | 378.000     | 2,1%  |
| 5 | «Fin de curso»            | Diumenge, 30 de setembre de 2012 | 22:23 | 362.000     | 1,9%  |

### Programes íntegres
- Programa 1 (02/09/12): http://www.antena3.com/videos/curso-del-73/2012-septiembre-2-2012082900012.html
- Programa 2 (09/09/12): http://www.antena3.com/videos/curso-del-73/2012-septiembre-9-2012090700004.html
- Programa 3 (16/09/12): http://www.antena3.com/videos/curso-del-73/2012-septiembre-16-2012091400004.html
- Programa 4 (23/09/12): http://www.antena3.com/videos/curso-del-73/2012-septiembre-23-2012092100006.html
- Programa 5 (30/09/12): http://www.antena3.com/videos/curso-del-73/2012-septiembre-30-2012092800005.html